# Residentie van Würzburg

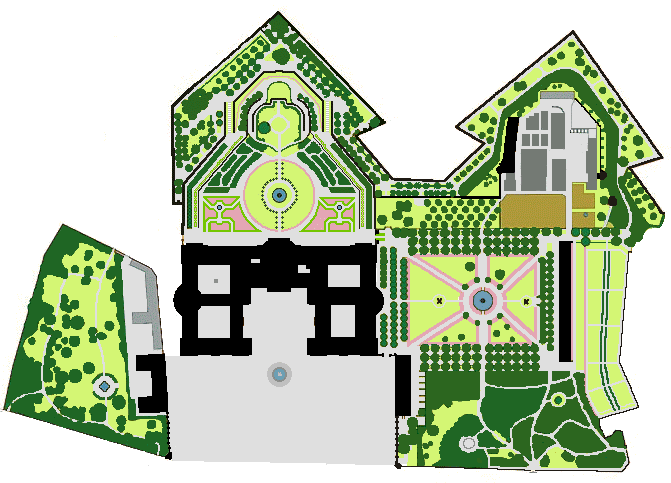
Plattegrond van het paleis met de tuinen.

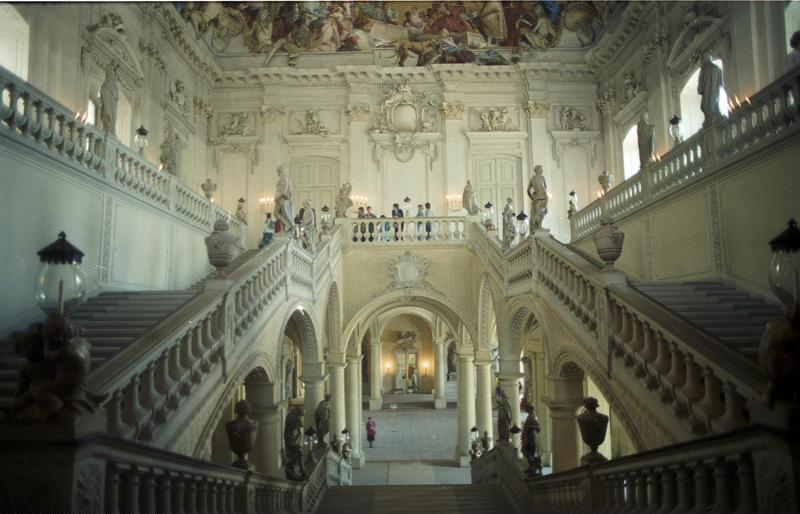
Het trappenhuis.

De Residentie van Würzburg is een voormalig bisschoppelijk paleis en een combinatie van rococo- en barokarchitectuur. Het staat sinds 1981 (samen met de hoftuinen en het residentieplein) op de werelderfgoedlijst.
Het werd gebouwd in opdracht van de twee prins-bisschoppen von Schönborn. De bouw duurde van 1720 tot 1744 naar een ontwerp van Johann Balthasar Neumann. De bouw stond onder leiding van verschillende bouwmeesters.
De laat-barokke residentie geldt als een van de belangrijkste in zijn soort. Tot het complex behoren ook de hofkerk en de hoftuin. Carl Philipp von Greiffenklau haalde Giambattista Tiepolo in 1752 naar de Residentie om een aantal plafonds te beschilderen. Toen Napoleon Bonaparte in de residentie logeerde noemde hij het de mooiste pastorie van Europa.

## Interieur
Her gebouw omvat de volgende ruimtes:
- Het monumentale trappenhuis met op het koepelgewelf erboven de grootste fresco ter wereld.
- De Kaisersaal vormt het middelpunt van het gebouw. Deze heeft twintig zuilen van negen meter hoog.
- De Weissersaal is bedekt met with stucwerk en is bedoeld als contrast met de Kaisersaal en het trappenhuis.
- De hofkerk.
- De Fürstensaal is een langwerpige zaal die als eetzaal en concertzaal diende.
- De Venetiaanse kamer is vernoemd naar een groot wandtapijt waarop het carnaval van Venetië is uitgebeeld.
- De tuinzaal met plafondschilderingen die het godenmaal en de slapende Diana uitbeelden.